# 杜僧明
杜 僧明（と そうめい、509年 - 554年）は、南朝梁の軍人。字は弘照。本貫は広陵郡臨沢県。

## 経歴
体型は小柄であったが、胆気は人にすぐれ、騎射を得意とした。大同年間、盧安興が広州南江督護となると、僧明は兄の杜天合や周文育らとともに盧安興の下で仕えた。俚や獠といった少数民族とたびたび戦い、新州助防となった。盧安興が死去すると、僧明は引き続いてその子の盧子雄を補佐した。大同7年（541年）、交州の李賁が梁の支配に対して反抗し、交州刺史の蕭諮を追放した。蕭諮は広州に逃れ、朝廷は盧子雄と高州刺史の孫冏に李賁を討つよう命じた。大同8年（542年）春、盧子雄は南方の夏の暑熱を懸念して、秋を待つよう進言したが、広州刺史の蕭暎は聞き入れなかった。蕭諮がまた出兵を促したので、盧子雄らはやむなく出立した。遠征軍が合浦に到着すると、死者は10人中6、7人におよぶありさまで、兵士の逃散離脱を止めることができず、残った兵を率いて引き返した。蕭諮は盧子雄と孫冏が賊に通じたと上奏したため、梁の武帝は広州でふたりを処刑させた。盧子雄の弟の盧子略と盧子烈は、杜天合や周文育らと盟を結んで、広州刺史の蕭暎を攻撃した。盧子略は城南に、杜天合は城北に、僧明と周文育は東西に分かれて布陣し、広州を包囲した。高要郡太守の陳霸先は、広州が包囲されたと聞くと、兵を率いて包囲軍を撃破し、杜天合を殺し、僧明と周文育を生け捕りにした。陳霸先は僧明を釈放して、主帥として任用した。
大同11年（545年）、陳霸先が交州の李賁を討つと、僧明は周文育とともに従軍して功績を挙げた。太清2年（548年）冬、侯景の乱が起こり、陳霸先は建康の援軍として出立しようとしたところ、広州刺史の元景仲が陳霸先を陥れようとした。太清3年（549年）7月、陳霸先は元景仲を討ち、僧明はこれに従軍した。蘭裕が始興郡など10郡を扇動して起兵し、欧陽頠を攻撃すると、陳霸先は蕭勃の命を受けて欧陽頠を救援した。僧明は陳霸先の先鋒をつとめて、蘭裕を捕らえて斬った。11月、陳霸先の命を受けて胡穎とともに嶺上に駐屯した。大宝元年（550年）、蔡路養と南野で戦い、僧明の馬が負傷すると、陳霸先が駆けつけて僧明を救援した。陳霸先が乗馬を僧明に与えると、僧明は馬に乗って数十人とともに再び進軍し、蔡路養を撃破した。高州刺史の李遷仕が大皋に拠り、灨石に入ると、僧明は陳霸先の下で戦って李遷仕を撃破した。李遷仕と寧都の劉孝尚が南康を襲撃すると、僧明と周文育は陳霸先の命を受けてこれをはばみ、100日あまりも対峙して連戦した。大宝2年（551年）、李遷仕を捕らえると陳霸先のもとに送った。陳霸先が南康に下向すると、僧明は西昌に留まり、都督安成廬陵二郡諸軍事をつとめた。元帝により仮節・清野将軍・新州刺史に任じられ、臨江県子に封じられた。
大宝3年（552年）、陳霸先が軍を率いて豫章を出立すると、僧明はその先鋒をつとめて侯景軍に対して連戦連勝した。陳霸先の下で長史となり、そのまま東征に従った。蔡洲で侯景麾下の艦隊を焼き討ちにした。侯景の乱が平定されると、功績により員外散騎常侍・明威将軍・南兗州刺史に任じられ、爵位は侯に進み、晋陵郡太守を兼ねた。承聖2年（553年）、陳霸先の下で広陵包囲に参加し、使持節を加えられ、通直散騎常侍・平北将軍の位に転じた。承聖3年（554年）、江陵が西魏軍の侵攻で陥落すると、僧明は陳霸先の命を受けて呉明徹・侯瑱らとともに軍を率いて西方におもむいたが、江州で病にかかり、死去した。享年は46。散騎常侍の位を追贈された。諡は威といった。
陳の文帝が即位すると、さらに開府儀同三司の位を贈られた。
子の杜晋が後を嗣いだ。

## 伝記資料
- 『陳書』巻8 列伝第2
- 『南史』巻66 列伝第56